# Ministrowie finansów Islandii
Ministrowie finansów Islandii – lista ministrów finansów od roku 1942
- Björn Ólafsson (1942–1944)
- Pétur Magnússon (Partia Niepodległości, 1944–1947)
- Jóhann Þ. Jósefsson (Partia Niepodległości, 1947–1949)
- Björn Ólafsson (Partia Niepodległości, 1949–1950)
- Eysteinn Jónsson (Partia Postępu, 1950–1954)
- Skúli Guðmundsson (Partia Postępu, 1950–1954)
- Eysteinn Jónsson (Partia Postępu, 1954–1958)
- Guðmundur Í. Guðmundsson (Partia Socjaldemokratyczna, 1958–1959)
- Gunnar Thoroddsen (Partia Niepodległości, 1959–1965)
- Magnús Jónsson (Partia Niepodległości, 1965–1971)
- Halldór E. Sigurðsson (Partia Postępu, 1971–1974)
- Matthías Á. Mathiesen (Partia Niepodległości, 1974–1978)
- Tómas Árnason (Partia Postępu, 1978–1979)
- Sighvatur Björgvinsson (Partia Socjaldemokratyczna, 1979–1980)
- Ragnar Arnalds (Związek Ludowy, 1980–1983)
- Albert Guðmundsson (Partia Niepodległości, 1983–1985)
- Þorsteinn Pálsson (Partia Niepodległości, 1985–1987)
- Jón Baldvin Hannibalsson (Partia Socjaldemokratyczna, 1987–1988)
- Ólafur Ragnar Grímsson (Sojusz, 1989–1991)
- Friðrik Sophusson (Partia Niepodległości, 1991–1998)
- Geir Haarde (Partia Niepodległości, 1998–2005)
- Árni Mathiesen (Partia Niepodległości, 2005–2009)
- Steingrímur J. Sigfússon (Ruch Zieloni-Lewica, 2009–2011)
- Oddný G. Harðardóttir (Sojusz, 2011–2013)
- Bjarni Benediktsson (Partia Niepodległości, 2013–)